# Bataille de Portland
Première guerre anglo-néerlandaise
Batailles
- Douvres
- Plymouth
- Elbe
- Kentish Knock
- Dungeness
- Portland
- Livourne
- Gabbard
- Schéveningue

La bataille de Portland se déroule au large de l'Île de Portland dans la Manche du 28 février au 2 mars 1653 (du 18 au 20 février selon le calendrier julien alors en usage en Angleterre), durant la première guerre anglo-néerlandaise, quand la flotte du Commonwealth d'Angleterre sous les ordres du général Robert Blake est attaquée par la flotte des Provinces-Unies sous les ordres du lieutenant-amiral Maarten Tromp.

## Contexte
Après les escarmouches que sont les batailles de Plymouth, de l'Elbe, et de Kentish Knock, les deux flottes s'affrontent pour la première fois sérieusement à la bataille de Dungeness en décembre 1652. Le combat se termine sur une lourde défaite des Anglais, et les détermine à repenser leur stratégie navale. Ils réorganisent la flotte en escadre et mettent au point la ligne de bataille, qu'avaient expérimentée les Néerlandais.
Dès février, les Anglais sont de nouveaux prêts à contester la maîtrise de la mer aux Néerlandais. Les deux flottes se retrouvent le 28 février 1653 au large de Portland.

## Forces en présence
Flotte néerlandaise : 73 navires Maarten Tromp à bord du Brederode, Michiel de Ruyter, Johan Evertsen
Flotte anglaise : Robert Blake à bord du Triumph, vice-amiral Peen, contre-amiral Lawson

## La bataille
Dans les premiers jours de février 1653, l'amiral Maarten Tromp escorte un convoi de 300 navires marchands à travers la Manche. Ceux-ci parvenus dans l'océan Atlantique, l'escorte fait demi-tour pour rentrer aux Pays-Bas. Les navires font escale à La Rochelle pour ravitailler et attendre un convoi venant de l'Atlantique. Le 20 février alors qu'ils s'apprêtent à mettre à la voile, un vent violent et une mer agitée se déclarent. C'est finalement le 24 février que les navires lèvent l'ancre et arrivent au large de Portland, quatre jours plus tard, où la flotte de Robert Blake les attend. Ayant l'avantage du vent, Tromp donne le signal de l'attaque.
Le Brederode, navire amiral de Tromp, envoie immédiatement une salve sur le Triumph, le navire de Blake. Sans réponse des canonniers anglais, il tourne autour de lui et envoie une nouvelle salve puis une troisième. Le Triumph vire de bord et s'éloigne. Ruyter engage le plus grand navire de la flotte anglaise, le Prosperity et tente l'abordage, mais il est repoussé. Après un intense combat, une deuxième tentative échoue encore.
Le reste de la journée, les deux parties se contentent d'échanger un feu nourri, jusqu'à ce que Blake détache une escadre de frégates pour tenter de s'emparer des navires marchands au large de La Rochelle. Tromp réagi rapidement en envoyant ses capitaines pour intercepter les Anglais. La nuit met fin aux combats.
Le lendemain, 1er mars, les Anglais ont l'avantage du vent et ouvrent les hostilités. Cinq tentatives pour briser la ligne néerlandaise échouent, mais les frégates anglaises parviennent à distancer leurs poursuivants et s'emparent de 12 navires marchands. À la fin du deuxième jour, la plupart des navires de Tromp commencent à manquer de munitions.
Le troisième jour se termine comme le précèdent, malgré plusieurs tentatives pour briser la ligne néerlandaise. Cette fois complètement à court de munitions, plusieurs capitaines néerlandais tentent de s'enfuir, mais Tromp les arrête avec un tir de semonce. Heureusement pour eux, blessé à la cuisse dans la journée, Blake décide d'interrompre la bataille.
Le quatrième jour, les Anglais sont sur le point de reprendre le combat, mais pour échapper à une défaite certaine, les navires néerlandais ont pris le large et s'enfuient en longeant la côte. Tromp a perdu 11 navires de guerre et 60 navires marchands, ce qui ne l'empêche pas de clamer la victoire.

## Conséquences
La bataille de Portland restaure la domination des Anglais dans la Manche. Alors que la propagande néerlandaise essaye de peindre la bataille comme une victoire hollandaise ou tout au moins comme une glorieuse défaite, la population se réjouit de l'héroïsme dont a fait preuve l'amiral Tromp et ses officiers. En réalité ceux-ci ne partagent pas l'enthousiasme général. Tous ont bien compris que face à la tactique de ligne de combat mise au point par les Anglais, les navires néerlandais sont devenus bien vulnérables. Il est désormais grand temps que les États généraux décident la construction de navires de guerre plus lourds, au lieu de se contenter de remplacer les pertes en utilisant des navires marchands.
Dans une tentative désespérée pour garder au moins le contrôle de la mer du Nord, la flotte néerlandaise engage à nouveau les Anglais à la bataille de Gabbard.

## Sources
- (en) Cet article est partiellement ou en totalité issu de l’article de Wikipédia en anglais intitulé « Battle of Portland » (voir la liste des auteurs).
- (en) Joseph Allen, Battles of the British Navy, 1852 (lire en ligne), p. 44
- Guy le Moing, Les 600 plus grandes batailles navales de l'histoire, Rennes, Marines, 2011, 619 p. (ISBN 978-2-357-43077-8)